# Koundara
Koundara ist Hauptort der gleichnamigen Präfektur im Norden Guineas an der Kreuzung der Nationalstraßen N5 und N9. Im Ortszentrum befinden sich ein Markt und eine Moschee sowie ein Busbahnhof. An der Straße nach Senegal gibt es eine Zollstation, Koundara ist der letzte größere Ort vor dem Zugang der guineischen Seite des Niokolo-Koba-Nationalparkes. Koundara gilt als der heißeste Ort Guineas.